# Gymnopternus singularis
Gymnopternus singularis är en tvåvingeart som beskrevs av Van Duzee 1924. Gymnopternus singularis ingår i släktet Gymnopternus och familjen styltflugor. Inga underarter finns listade i Catalogue of Life.